# Sunbury (Pensylwania)
Sunbury – miasto w Stanach Zjednoczonych, w stanie Pensylwania, w hrabstwie Northumberland.